# Jamaat Shaim
Jamaat Shaim é um município de Marrocos localizado na região de Marraquexe-Safim, provincia de Safim. Tem uma área de 12,49 km² e 11.251 habitantes (em 2014). Está localizada a cerca de 50 km de Safim. O seu clima é semiárido (Classificação climática de Köppen-Geiger: BSh). 

## Demografia
A evolução populacional da cidade de foi a seguinte:
| Censo de:  | 1994   | 2004   | 2014   |
| ---------- | ------ | ------ | ------ |
| Habitantes | 13.548 | 15.325 | 11.521 |

## Referencias
1. ↑  DIRECTION PROVINCIALE DE SAFI, Haut-Commissariat au Plan du Maroc (2018). «MONOGRAPHIE PROVINCIALE DE SAFI 2018». https://www.hcp.ma/. Consultado em 30 de maio de 2024
2. ↑  «Marrakech - Safi (Morocco): Urban Communes and Urban Centers in Provinces and Prefectures - Population Statistics, Charts and Map». www.citypopulation.de. Consultado em 30 de maio de 2024
3. ↑  Haut Commissariat au Plan, Direction Provinciale du Plan de Safi (2015). «Population légale des régions, provinces, préfectures, municipalités, arrondissements et communes du royaume d'après les résultats du RGPH 2014 (16 régions)». www.hcp.ma. Consultado em 3 de maio de 2024
4. ↑  «جمعة سحيم». ويكيبيديا (em árabe). 7 de março de 2023. Consultado em 30 de maio de 2024
5. ↑  «Jamaat Shaim, Safi, Marrakech-Safi, Morocco - City, Town and Village of the world». en.db-city.com (em inglês). Consultado em 30 de maio de 2024
6. 1 2 3  «Marrakech - Safi (Morocco): Urban Communes and Urban Centers in Provinces and Prefectures - Population Statistics, Charts and Map». www.citypopulation.de. Consultado em 30 de maio de 2024